# الماجلية (المضاربة والعارة)

تعديل مصدري - تعديل

الماجلية هي إحدى قرى عزلة العارة بمديرية المضاربة والعارة التابعة لمحافظة لحج، بلغ تعداد سكانها 61 نسمة حسب تعداد اليمن لعام 2004.